# Datana floridana
Datana floridana är en fjärilsart som beskrevs av Graef. 1879. Datana floridana ingår i släktet Datana och familjen tandspinnare. Inga underarter finns listade i Catalogue of Life.